# Guerre maroco-songhaï
Batailles
Tondibi (1591)
La guerre maroco-songhaï est un conflit qui dure de 1591 à 1630. L'essentiel des combats a lieu en 1591 puis jusqu'en 1599. Elle entraîne la désintégration de l'Empire songhaï, qui éclate en plusieurs États.

## Origine de la guerre
En 1591, le sultan du Maroc, Ahmed al-Mansour, a de nombreuses raisons économiques et politiques de lancer une expédition militaire contre l'Empire songhaï. Tout d'abord, l'Empire possède les salines de Teghaza, importante source de richesses à l'époque, et il est réputé abriter d'importantes mines d'or. Ensuite, le sultan y voit un moyen d'éloigner les nombreux chefs militaires de sa cour. Ces chefs militaires, issus d'Europe, forment deux groupes dits des « Andalous » (musulmans réfugiés d'Espagne) et des « renégats » (prisonniers chrétiens devenus musulmans).

## Guerre de 1591
La première expédition est confiée au pacha Djouder, chef des renégats. Elle comprend 1 000 arquebusiers renégats, 1 000 arquebusiers andalous, 500 spahis (arquebusiers à cheval) et 1 500 lanciers marocains comme troupe combattante. La logistique est assurée par 600 sapeurs et 1 000 hommes conduisant 8 000 chameaux et 1 000 chevaux.
Après une difficile traversée du Sahara, les forces de Djouder arrivent aux rives du Niger en mars 1591. Elles ne comptent plus que 2 000 hommes. Après quelques escarmouches, elles mettent en déroute l'armée de l'Askia Ishaq II à la bataille de Tondibi, le 12 mars. L'Askia Ishaq II se replie sur Gao, sa capitale, puis l'abandonne aux Marocains. Il propose alors 100 000 pièces d'or et 1 000 esclaves pour obtenir le retrait des assaillants. L'offre est refusée.

## Etablissement du Pachalik marocain et morcellement des états Songhaï
Le chef du corps expéditionnaire marocain est alors remplacé par Mahmoud ben Zergoun et Ishak abandonne le pouvoir à Mohammed Gao qui est rapidement capturé et mis à mort. Les rescapés de l'armée songhaï prennent alors Nouhou comme Askia et, de nouveau battus, se replient vers le sud. Ils lancent alors une meurtrière guérilla contre Mansour, le nouveau pacha, et l'Askia Séliman, désigné par Djouder. Celui-ci se brouille avec le pacha puis ses successeurs, Mohammed Taba (nommé en 1597) puis Admad el Feta, et les fait probablement empoisonner.
À partir de 1618, le Maroc arrête d'envoyer des renforts au Songhaï. Les conquérants parviennent cependant à s'y maintenir jusqu'au XIXe siècle.
Les forces de l'Askia Nouhou cessent l'essentiel de leur guérilla vers 1599. 
Ils se replient vers le Dendi où ils finissent par se diviser et former plusieurs États qui se maintiennent jusqu'au milieu du XVIIe siècle. 
Un traité de paix est signé en 1630.